# 拉黑子·達立夫
拉黑子·達立夫（Rahic Talif ，1962年—)，原汉名刘亦兴，臺灣阿美族藝術家，臺灣當代原住民藝術代表人物，擅長木雕、地景藝術及行為藝術。

## 生平
1962年出生於花蓮豐濱鄉港口部落，漢名原為劉中興，後改名為劉亦興。19歲離開部落擔任遠洋船員，而後他前往臺北，靠自學成為為室內設計師。1991年他去日本旅行，深受日本文化保存的成果感動，決定返回港口部落。他開始在做田野調查，向老人家學習歌謠、樂舞，採集口述傳說，平日也在部落遊走，撿拾舊部落老房舍拆除後的廢棄木材帶回去，開始嘗試木雕創作。
他的第一個創作系列是椅子系列，運用椅子呈現出部落生活中的主要人、事、物，構想取自港口部落阿美語的「住 kamaro'an」是「坐 maro'an」的派生詞，後者在日常口語也可以當居住的意思。1993年展出時，引起相當的話題，與當時人們所認知的「原住民木雕」不同，引起相當的討論。拉黑子將雕刻的線條簡化，透過較為抽象的形式表達他的思維。
1995年之後，拉黑子受到藝評家質疑，缺乏寫實具象能力的質疑，拉黑子似乎也陷入抽象與具象的掙扎，做了抽象的「傳統集會所」，也刻了像「長者」、「祖父」等具象的作品。
2000年拉黑子獲亞洲文化協會獎助，前往美國研習，並在2001年在紐約參展。這次展覽機會讓他開始反思「原住民藝術」的創作本質。他開始找尋將抽象創作，與傳統精神呼應的方式，在個人創作上則推出《站立之舞》、《殘》等系列作品，嘗試以部落參與的創作形式，試圖把部落的工藝、神話傳說、或部落故事融入創作、引導漁網編織、藤編等特殊技藝進行不同面向的再現，帶領族人經由創作的路徑回探自身的族群處境。
2006年他出版混合阿美語與中文書寫的散文集《混濁》，其中描述他對部落傳統文化及記憶的渴望以及追尋。
2008年起，拉黑子創作《颱風計畫》，在創作中融入各種主流社會文化關注的議題。《颱風計畫》在臺灣各地以及菲律賓、印尼等南島國家的海岸邊，拾回的6000隻無主拖鞋，搭配漂流木作為創作材質，以裝置藝術的手法表現傳統與現代、南島族群部落與主流社會等不同角度觀看颱風及環境的方式。《颱風計畫》於 2008~2013 年間持續執行，展覽發表後引起相當的關注。
2014年起，拉黑子以太平洋為觸媒，進行《五十步的空間》的創作計畫，該創作展出在臺北、臺中與臺東展出。該創作他與族人共同製作的歷程，探討港口部落到海邊這段距離之間，原本是部落與自然環境的緩衝地帶以及「交換」的場域，因為現代社會發展與環境變遷，造成自然環境以及部落的變遷，以及部落文化的變質。

## 作品風格
拉黑子是以「撿拾」為核心的創作主題。他擅長運用漂流木進行木雕創作，或是以拾來的海廢品作為素材，結合漁網、藤編等港口部落傳統工藝品，製作裝置藝術或地景藝術作品。
拉黑子的創作風格主要與港口部落有關，他的創作風格可大致分為三個時期。他在1991年及2000年時大多以港口部落的口述傳說或部落傳統習慣為主題，2000年之後開始關注部落生活以現實的處境，他帶領族人參與創作的路徑，回探自身的族群處境。
2008年的《颱風計畫》開始，他的創作主題主要與海洋、島嶼有著密切關連，特別是生態環境的改變，他也開始廣泛運用拖鞋、鋼筋廢材等海廢品作為創作素材，並結合部落族人進行共同創作。2018年的作品《海美／沒館》是一個綜合的作品，他結合撿拾的漂流木，搭配並切割拼裝成一個大型的洞穴。另外利用邊廢棄的建築鋼筋與漁網打造出台11線地圖、魚、窗口以及岩洞上的百合花等。

## 展覽

### 個展
- 1993  「驕傲的阿美族」，亞帝畫廊，臺北。[11]
- 1995  「舞者˙太陽」炎黃藝術館，高雄。[11]
- 2010  「颱風計畫-消失後的入侵」，關渡美術館，臺北。[11]
- 2014  「太平洋之美」，國立海洋科技博物館，基隆。[11]
- 2015  「五十步的空間」，高雄市立美術館，高雄。[11]
- 2020  「海美／沒館」，國立海洋科技博物館，基隆。[11]

### 聯展
- 1999 台灣與加拿大原住民當代藝術聯展，臺北市立美術館，臺北[12]
- 2001 形簡意繁-方與圓台灣當代藝術展，臺北藝廊 / 國立臺灣美術館，紐約 / 臺中[12]
- 2007 超越時光‧跨越大洋－南島當代藝術展，高雄市立美術館，高雄[12]
- 2010 「台灣報到：台灣美術雙年展」，國立臺灣美術館，臺中[12]
- 2012 「第九屆上海雙年展-重新發電」，上海當代藝術博物館，中國上海[12]
- 2015 「海島‧海民-打狗魚刺客海島系列-旗津故事」，駁二藝術特區，高雄[12]
- 2018 「野根莖─台灣美術雙年展」，國立台灣美術館，台中。[12]
- 2018 「無疆之島」當代藝術展，中華民國外交部，台北。[12]
- 2019 「傷心的海洋」釜山雙年展-海洋藝術節，釜山雙年展組織委員會，釜山，韓國。[12]
- 2021 「泛‧南‧島藝術祭」高雄市立美術館，高雄。[12]
- 2022 「島嶼的隱喻」雅加達雙年展，雅加達，印尼。[12]

## 外部連結
- 拉黑子‧達立夫個人網站 （页面存档备份，存于）